# Pergamin

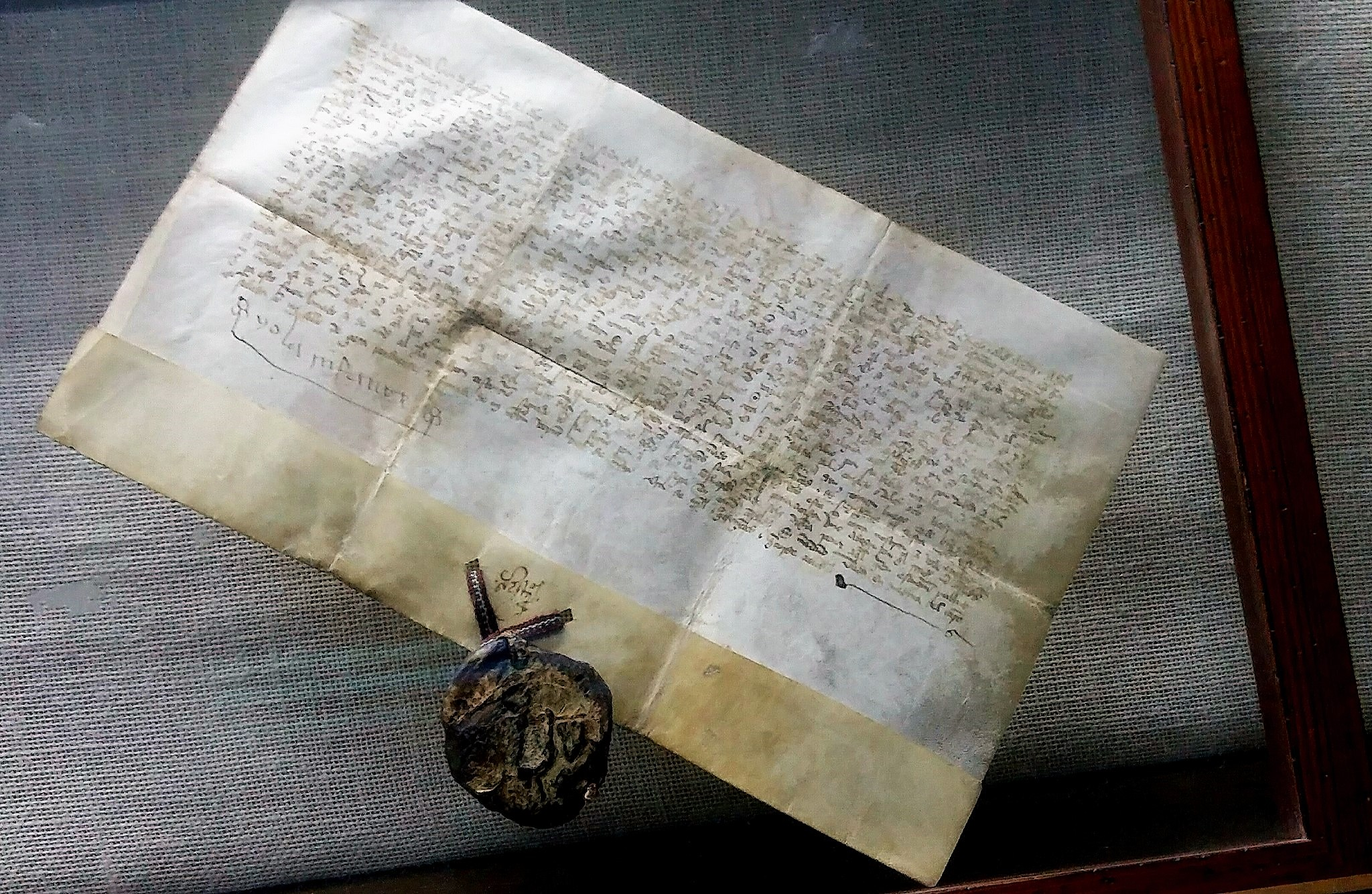
Dokument z XIV w. spisany na pergaminie

Pergamin – materiał piśmienniczy wyrabiany ze skór zwierzęcych. Jako podłoże do pisania wyparł rozpowszechniony wcześniej papirus stosowany w starożytności i był głównym materiałem pisarskim w Europie i na Bliskim Wschodzie przez cały okres średniowiecza, zanim został skutecznie wyparty przez papier. Używano go również jako materiału pokryciowego do opraw książek; to również potoczna nazwa papieru pergaminowego.
Pergamin (membrana, pergamena, charta pergamena) jest wytwarzany ze skóry zwierzęcej. W starożytności służył przeważnie do produkcji małych bloczków zastępujących tabliczki. Rozpowszechnienie jego użycia było związane z pojawieniem się kodeksu. Surowca tego używano już w II wieku p.n.e. w Egipcie (Księga umarłych), jednak z uwagi na własności techniczne pergamin nie znalazł tam szerszego zastosowania. Już w IV w. konkurował z papirusem i stał się głównym materiałem piśmienniczym. W VII wieku dotarł do kancelarii frankońskich. Rozpowszechnił się w VIII w., a do kancelarii papieskich dotarł w X stuleciu. Technika produkcji i nazwa wiąże się prawdopodobnie z antycznym miastem Pergamon, gdzie wprawdzie go nie wynaleziono, lecz znacznie udoskonalono jego produkcję.

## Produkcja i właściwości

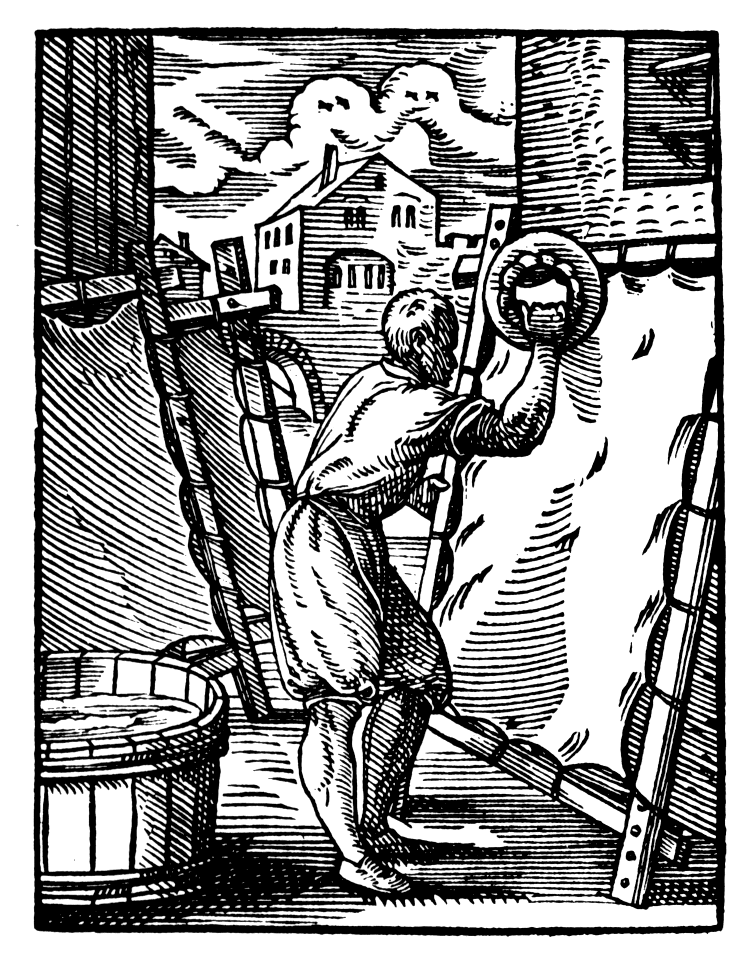
Wytwarzanie pergaminu na XVI-wiecznej rycinie niemieckiej

Jako surowca do produkcji pergaminu najczęściej stosowano skóry baranie, cielęce i kozie; do cenniejszych rękopisów przeznaczano skóry jagniąt nieurodzonych (charta virginea, welin, charta non nata). Bez potrzeby stosowania specjalistycznych narzędzi, można odróżnić gołym okiem dwie strony skóry – licową (od strony sierści) oraz mizdrową (od strony mięsa). Pergamin sporządzany ze skór kóz i owiec był delikatniejszy i cieńszy, natomiast ze skór cieląt grubszy i bardziej chropowaty. Skórę zwierzęcą, starannie umytą, moczono w wodzie z wapnem gaszonym, dzięki któremu można było łatwiej pozbyć się sierści i naskórka. Kilkukrotnie powtarzano te kąpiele w coraz mniejszym stężeniu wapna. Były one połączone ze stosowanym naprzemiennie wygładzaniem skóry dla usunięcia tłuszczu i żółtego zabarwienia. Sierść zeskrobywano ostrym narzędziem – tzw. rasorium. Później skórę naciągano na drewnianą ramę, nadając jej odpowiednią grubość, suszono, wygładzano bizmutem (pumeksem), a na końcu blichowano (bielono) kredą. Całość przygotowań trwała od 6 do 12 tygodni. 
Nieco inną technikę oczyszczania skóry stosowano na Bliskim Wschodzie. Wytrawiano ją w mieszance substancji roślinnych, czasem z dodatkiem zwierzęcego moczu i odchodów. Podczas suszenia rozciągniętego pergaminu pozycja włókien ulegała zmianie. Układały się one warstwami równolegle do kierunku ciągnięcia. Dzięki tej strukturze pergamin był delikatny i elastyczny, co wyróżniało go spośród skór garbowanych taninami czy ałunem. Materiał pozyskiwany w ten sposób znakomicie nadawał się do pisania, ponieważ jego powierzchnia z obu stron była gładka i wystarczająco trwała. Wyjątkową zaletą, która dodatkowo przyczyniła się do jego rozpowszechnienia, była możliwość usuwania z niego tekstu i powtórnego użycia. Dlatego wśród rękopisów pergaminowych – w szczególności z okresu średniowiecza, spotykane są palimpsesty, czyli manuskrypty, z których usunięto pierwotny tekst i naniesiono nowy. Znaczne koszty produkcji pergaminu powodowały wysoką cenę, co wpływało na jego oszczędne zużycie, a także próby umożliwiające powtórne wykorzystanie. W tym celu (głównie w V-VIII wieku), zeskrobywano stare teksty i pisano nowe. Pergamin taki nazywany jest palimpsestem (łac. codex rescriptus), co dosłownie oznacza „na nowo wygładzony”. Produkowano pergamin na obszarze prawie całej Europy, gdzie stał się alternatywą dla papirusu, ponieważ był od niego trwalszy, gładszy i jaśniejszy, a do pisania i iluminowania nadawały się obie strony karty. Ważną zaletą pergaminu była możliwość produkowania na dowolnym obszarze, z surowców dostępnych na miejscu, eliminując konieczność sprowadzenia z odległych regionów.
Ze względu na sposób wyrobu wyróżnia się dwa gatunki pergaminu: południowy oraz północny. Pergamin południowy (charta Italica) był bielony z jednej strony – nie pokrytej włosami, produkowany głównie ze skóry jagniąt i koźląt, dzięki czemu był miększy i delikatniejszy. Wyrabiano go we Włoszech, Hiszpanii i południowej Francji. Tylko jedna strona (tzw. album) była przeznaczona do pisania. Pergamin południowy był więc swoistym naśladownictwem papirusu. Natomiast pergamin północny (charta Theutonica) bielono z obu stron, które przeznaczano do pisania. Wytwarzano go głównie ze skór cielęcych, przez co był grubszy. Pochodził z terenów północnej Francji, Niemiec, Polski oraz Węgier. Pergamin można było zginać, podobnie jak papirus, mimo jego mniejszej giętkości. Początkowo książki pergaminowe formowano w zwoje, tak jak książki papirusowe. Długość pergaminowego zwoju była ograniczona długością skóry zwierzęcia, z której go wykonano. Dla potrzeb obszerniejszych tekstów zszywano kilka kawałków pergaminu. Używano go również jako oprawy dla zwojów papirusowych. 
Wytwarzaniem pergaminu zajmowali się uprzednio mnisi, z tego względu, że surowców do produkcji dostarczały im stajnie klasztorne. Jednakże z początkiem XII w. i powstawaniem ośrodków miejskich, gdzie osiadali różni rzemieślnicy, tam zaczęto przenosić produkcję pergaminu. Początkowo zakonnicy wysyłali niewyprawione skóry do miast, gdzie ich wyprawianiem zajmowali się pergaminiści (pergaminarii, pergamentarii, membranarii). 
Na pergaminie najpierw pisano trzciną (calamus), a od około V stulecia – specjalnie przygotowanymi piórami ptaków, najczęściej gęsimi, kurzymi, łabędzimi lub orlimi. Również w tym stuleciu zaczęto używać nowego rodzaju atramentu – inkaustu, którego zaletą była łatwość przygotowania. Był on mieszanką kwasu garbnikowego, pochodzącego z narośli na dębach zwanych galasówkami, gumy arabskiej oraz siarczanu miedzi. Inkaust wyjątkowo dobrze spajał się z pergaminem i pozostawiał na nim trwały znak, o czym świadczą palimpsesty. Na pergaminach pisano również czerwonym atramentem, wyrabianym z rtęci i siarki albo z bieli ołowianej, a także farbkami ze sproszkowanego srebra i złota, rozpuszczonymi w gumie arabskiej lub kurzym białku. Sztuka pisania srebrem i złotem nosi nazwę chryzografii, a do Europy przyszła z Bizancjum. Dopiero w XII wieku zaczęto używać znanego obecnie atramentu, produkowanego z garbnika i siarczanu żelaza. 
Szlachetniejsze pergaminy były używane do produkcji m.in. kobiecych modlitewników. Natomiast czasami, przed rozpoczęciem pisania, pergamin barwiono, choć zdarzało się to dość rzadko. Częściej produkowano pergaminy purpurowe, jednak rzemieślnicy używali również błękitu, żółci, szafranu, zieleni, oranżu, zdarzały się również pergaminy czarne. Tego rodzaju materiału używano do sporządzania ksiąg liturgicznych, a przede wszystkim rękopisów Pisma Świętego. Jednym ze słynniejszych przykładów rękopisu sporządzonego na pergaminie barwionym jest Błękitny Koran, skopiowany prawdopodobnie w Kairuanie w X wieku, a z rekopisów polskich – purpurowy Sakramentarz tyniecki z 1060 r. Do pisania na barwionych pergaminach używano złota lub srebra.

## Historia

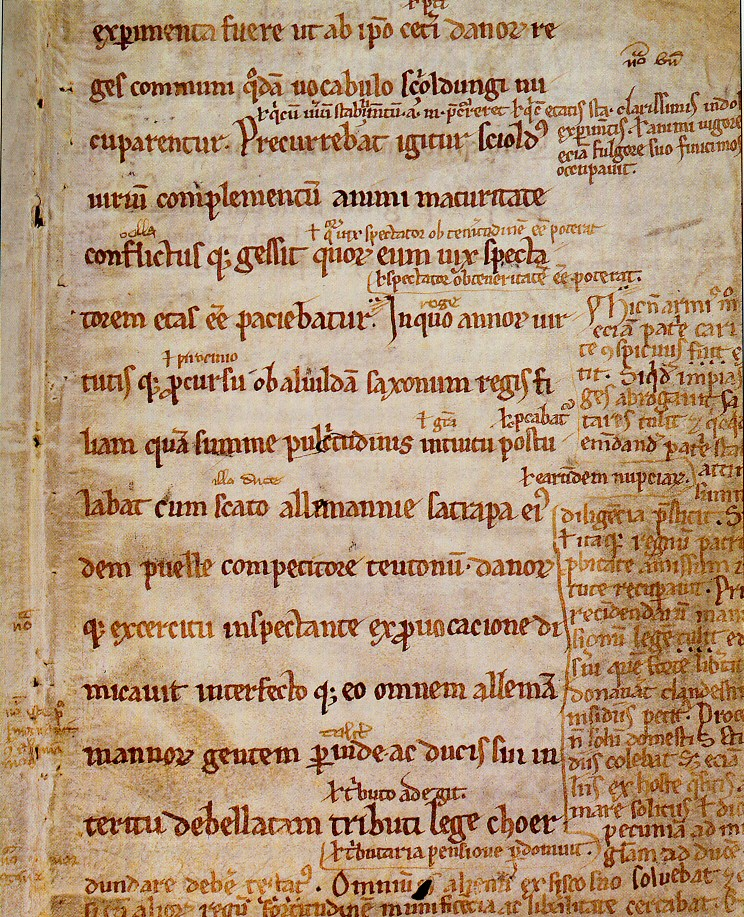
Pergaminowa karta z Gesta Danorum Saxo Gramatyka (XII/XIII wiek)

Najstarsze zachowane zabytki piśmiennicze na skórze zwierzęcej pochodzą z XX wieku p.n.e., jednak najstarsze znane dziś wyroby o cechach pergaminu (odnalezione w Mezopotamii, w Dura Europos) datowane są na III-II wiek p.n.e.
Rozwój materiałów pisarskich został najprawdopodobniej wymuszony rywalizacją pomiędzy dwiema ówczesnymi największymi bibliotekami – aleksandryjską i pergamońską. W ślad za Pliniuszem Starszym nazwę pergamin wywodzono od małoazjatyckiego miasta Pergamon, którego późniejszy władca Eumenes II (195-158 p.n.e.) zmuszony został do szukania nowego materiału po zakazie wywozu papirusu z Egiptu wydanym przez jego rywala Ptolemeusza. Najprawdopodobniej właśnie w Pergamonie udoskonalono wtedy znacznie metody produkcji pergaminu, przez co stał się ważnym ośrodkiem jego produkcji. Informacje Pliniusza nie są jednak potwierdzone, a Pergamon był wtedy najważniejszym centrum kultury helleńskiej, stąd być może fama rozpowszechnienia przez Pergamon nowego materiału piśmienniczego.
Rozpowszechniony wcześniej papirus został skutecznie wyparty przez pergamin dopiero w V wieku n.e., chociaż obu jeszcze dość długo używano równolegle (np. kancelaria kurii papieskiej używała papirusu jeszcze w X wieku). Również wypieranie pergaminu przez papier było rozciągnięte w czasie. Papier, wynaleziony ok. 2 tysiące lat temu w Chinach, produkowany był na Bliskim Wschodzie od VIII stulecia. W Europie stosowano go od XI wieku, jednak pierwsza europejska papiernia (jeszcze arabska) powstała dopiero na początku XII wieku. Pergamin bardzo wolno tracił na znaczeniu, a jednym z tego powodów był fakt, iż do Europy papier trafił właśnie za pośrednictwem Arabów i dlatego uważany był za wynalazek pogański. Zasadnicze wyparcie pergaminu przez papier nastąpiło w ciągu wieku XIV. Pergamin jednak znajdował nadal szereg zastosowań – do XVI w. utrzymał się w rękopisach i drukach iluminowanych, a do XVII używano go także do sporządzania ważnych dokumentów. W początkach ery druku w Europie, w XV i XVI wieku, oba podłoża drukowe były stosowane równolegle. Pergamin (znacznie droższy od papieru) był stosowany do wydawnictw o wyższej jakości lub przewidzianych do dłuższego lub częstszego ich użytkowania, oraz w wyrobach o charakterze luksusowym. Na przykład tzw. 42-wierszowa Biblia Gutenberga została odbita na pergaminie w 35, a na papierze w 165 egzemplarzach. Nierzadko wytwarzano również wydawnictwa o składzie mieszanym – papierowe z pergaminowymi wkładkami (co przypomina dzisiejsze wyroby z papieru offsetowego z wkładkami z papieru kredowego).

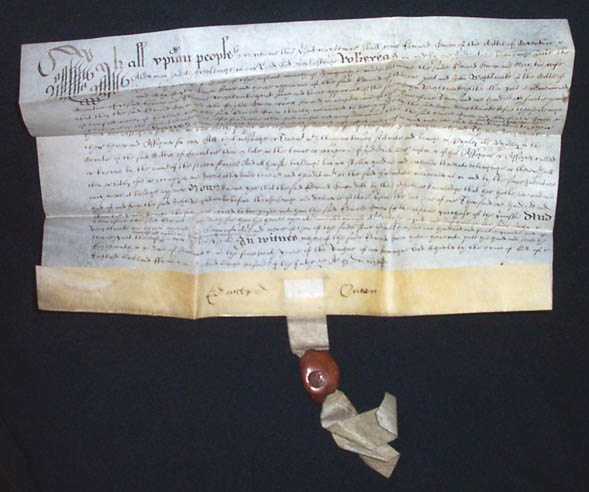
Angielski dokument na welinie opatrzony pieczęcią z żywicy sosnowej (1638)

W Polsce produkcję pergaminu rozpoczęto późno, bo dopiero w XIV wieku, jednak najstarszy polski druk pergaminowy pochodzi już z 1509 roku (Missale Vratislaviense wydrukowany z Krakowie u J. Hallera).
Produkcję pergaminu w Europie dzieli się na dwa obszary. Wcześniej produkowany był w krajach południowych (Włochy, Hiszpania, południowa Francja). Był on cienki, ale dokładnie wyprawiony tylko z jednej strony – odwrotnej niż sierść, i tylko z jednej strony pozwalał na zapisywanie go, co było nawykiem przejętym z możliwości pokrywania papirusu. Umownie nazywa się go pergaminem włoskim. Późniejszy jest tzw. pergamin niemiecki (znany m.in. także z północnej Francji, Węgier, a także Polski), grubszy, za to przygotowany do zapisywania jednakowo na obu powierzchniach.
Ponadto szczególną postacią pergaminu był welin – bardzo cienki i miękki, wyrabiany ze skór płodów jagnięcych lub świeżo urodzonych jagniąt. Stosowano go do niewielkich, za to wielokartkowych wyrobów, szczególnie przeznaczonych do używania podczas podróży, jak modlitewniki czy Biblie niewielkich rozmiarów (na jego podobieństwo wynaleziono później papier welinowy).
Pergamin umożliwił przejście z formy zwoju – rotulusa, do współczesnej postaci książki – kodeksu. Kodeks pojawił się w początkach II wieku n.e. Zamiast sklejania poszczególnych kart papirusu czy pergaminu, zaczęto je łamać w połowie i składać jedna w drugą, a następnie łączyć przeszywając przez środek. W ten sposób powstał kodeks jednoskładkowy, który formą przypominał poliptyk, od którego przyswoił nazwę. Dokumenty sporządzano na kartach (chartae) i pisano wzdłuż dłuższego boku, jednak w przypadku obszerniejszej treści odchodzono od tej praktyki. Kiedy rękopis składał się z kilku kart, łączono je w jeden arkusz – zszywkę, zabezpieczoną sznurem, który służył jednocześnie do przytwierdzania pieczęci. Chociaż książka w swej nowej postaci była o wiele trwalsza i poręczniejsza, nieprędko zyskała uznanie. Przez długi czas kodeks współistniał na równi ze zwojem i dopiero w IV wieku n.e. zyskał nad nim przewagę, by od V stulecia stać się powszechną użytkowaną formą książki.